# Karl Friedrich von Corswant
Karl Friedrich von Corswant (* 1754 in Greifswald; † 6. Juni 1824 in Pentin) war ein preußischer Generalleutnant und zuletzt Inspekteur der Reservereskadons in Schlesien.

## Herkunft
Seine Eltern waren Karl Friedrich Corswant (* 19. Oktober 1714; † 1784) und dessen Ehefrau Beate Brigitte Emerentia von Engelbrechten (* 2. Dezember 1723; † 1785). Sein Vater war königlich schwedischer Hofrat und Hofgerichtsbeisitzer zu Greifswald.

## Leben
Er ging 1769 in preußische Dienste und kam in das Husaren-Regiment Nr. 2 „Zieten“. Dort wurde er am 23. Mai 1770 Kornett und am 17. Juni 1776 Seconde-Lieutenant. Als solcher nahm er 1778/79 am Bayerischen Erbfolgekrieg teil, ebenso 1787 am Feldzug in Holland, wo er für das Gefecht bei Amstelfeen den Pour le Mérite erhielt. Danach wurde er schnell befördert: am 23. Mai 1789 wurde er Premier-Lieutenant, am 28. April 1792 Stabsrittmeister, am 8. März 1793 Rittmeister und Eskadronschef, am 16. April 1794 Major. Am 24. Mai 1804 wurde er zum Oberstleutnant befördert, bevor er im Vorfeld des Vierten Koalitionskrieges am 28. Mai 1806 zum Oberst ernannt wurde.
Nach dem Krieg erhielt er ab dem 24. September 1807 nur noch Halbsold. Er wurde zur Wiederanstellung vorgemerkt und kam am 29. April 1809 als Kommandeur in das Brandenburgische Husaren-Regiment, was ihm ein Gehalt von 2600 Talern und 6 Rationen einbrachte. Am 16. Februar 1810 kam er als Befehlshaber zur Brandenburgischen Leichten Brigade. Am 21. März 1811 wurde er zum Generalmajor ernannt zudem wurde er nun Brigadier der westpreußischen Kavallerie, jetzt mit einem Gehalt von 2800 Talern und 8 Rationen. Am 1. April 1812 kam er als Depots zur nicht-mobilen Kavallerie nach Westpreußen. Am 26. November 1812 wurde er dann als Brigadier zur Kavallerie des mobilen Armeekorps. Am 5. März 1813 kam er als Brigadier zum 1. Armeekorps und Yorck. Während der Befreiungskriege kämpfte er bei Großgörschen – wo er das Eiserne Kreuz 2. Klasse erhielt – sowie bei Bautzen – wo er das Eiserne Kreuz 1. Klasse erhielt. Danach kämpfte er noch im Gefecht bei Haynau und am 19. Mai 1813 konnte er sich im Gefecht bei Weissig nochmals auszeichnen, danach am 21. Juli 1813 wurde er als Inspekteur der Reservereskadons in Schlesien eingesetzt. Am 2. Juni 1814 gab er seinen Posten ab, am 5. Mai 1815 wurde er wieder Inspekteur. Aber bereits am 31. Mai 1815 erhielt er seinen Abschied mit dem Charakter als Generalleutnant sowie einer Pension von 1600 Talern.
Er war mit Charlotte von Baerenfels-Warnow (* 4. Februar 1794; † 15. April 1820) verheiratet.